# いっぽんどっこの唄
「いっぽんどっこの唄」（いっぽんどっこのうた）は、1966年11月1日に発売された水前寺清子のシングル。

## 概要
累計売り上げは100万枚を記録するミリオンセラーとなり、水前寺の代表曲の一つにも数えられる。
NHK紅白歌合戦では、発売された1966年の「第17回NHK紅白歌合戦」と、水前寺が紅組司会も務めた1973年の「第24回NHK紅白歌合戦」で歌唱されている。
1967年制作の映画『座頭市鉄火旅』（大映）では、水前寺扮する旅回り一座の娘・お春が、この曲の1番と2番を勝新太郎演じる座頭市に聴かせる形で披露している。
また、1969年に公開されたクレージーキャッツ主演の映画「クレージーの大爆発」（東宝）では、劇中で植木等が本楽曲をアカペラで歌唱しており、後に東芝EMIからCDが発売された。

## 収録曲
- 両楽曲共に、作詞：星野哲郎／作曲：富侑栄／編曲：安田彫花

1. いっぽんどっこの唄（3分13秒）
2. のれん恋唄（3分29秒）

## カバー
- 藤圭子 - 1973年、アルバム『演歌全集8枚組（巷歌）』収録
- 氷川きよし - 2002年、アルバム『氷川きよし・演歌名曲コレクション2〜きよしのズンドコ節〜』収録
- 天童よしみ - 2014年、アルバム『天童よしみ カバーベスト3』収録
- 福田こうへい - 2018年、アルバム『輝 演歌ごころの真髄!』収録
- 一条貫太 - 2020年、アルバム『一条貫太のはやり歌一本勝負 ～其の弐～』収録
- 三山ひろし - 2021年、アルバム『歌い継ぐ!日本の流行歌 パート2』収録